# Esperia Sperani
Esperia Sperani, née le 29 janvier 1903 à Milan (Lombardie) et morte dans la même ville  le 19 novembre 1973 est une actrice et enseignante italienne.

## Biographie
Esperia Sperani aborde le métier d'actrice dès son plus jeune âge, rejoignant d'abord la compagnie d'Irma Gramatica, puis Ermete Novelli et Bella Starace Sainati, jouant fréquemment dans des œuvres en dialecte milanais.
En 1920, elle fait partie du groupe d'acteurs et de techniciens du Teatro del Popolo, après quoi le metteur en scène Enzo Ferrieri (it) lui confie une série de représentations.
À partir de 1935, elle devient très populaire aux micros de l'EIAR, à Radio Milano, dans des émissions de variétés en interprétant de petites scènes en dialecte lombard, une activité qui se poursuivra dans l'après-guerre dans des émissions légères comme Rosso e Nero, mais aussi dans des comédies et des pièces radiophoniques.
En 1947, Giorgio Strehler la met en scène dans quatre pièces au Piccolo de Milan, alternant le métier d'actrice avec l'enseignement à l'Accademia dei Filodrammatici de Milan.
Elle a peu travaillé au cinéma après ses débuts devant la caméra en 1935 dans le film Frontiere, réalisé par Cesare Meano.
Ses apparitions dans la prose télévisée ont été fréquentes dès le début de la diffusion de la RAI en 1954, dans des comédies et des drames.
À partir de 1950, elle se voit confier l'école de théâtre du Teatro dei Filodrammatici (it) de Milan. Parmi ses élèves figurent Laura Rizzoli (it), Franca Nuti (it), Lucilla Morlacchi, Umberto Ceriani (it), Lamberto Puggelli (it), Roberto Brivio (it) et Mariangela Melato.
Elle est décédée en 1973 à l'âge de 70 ans, à la suite d'une crise cardiaque.
À Rome, une rue du Quartiere Ottavia porte son nom.

## Théâtre
- I giganti della montagna, de Luigi Pirandello, mis en scène par Giorgio Strehler, première au Piccolo Teatro di Milano le 15 octobre 1947.
- Delitto e castigo, de Fiodor Dostoïevski, mis en scène par Giorgio Strehler, première au Piccolo Teatro di Milano le 26 février 1948.

## Dramatique radiode l'EIAR
- L'ultimo lord, comédie en trois actes d'Ugo Falena, diffusé en 23 août 1935.
- L'assente, comédie de Amedeo Gherardini, mis en scène par Alberto Casella, diffusé en 27 janvier 1938.
- La bocca chiusa, comédie en un acte d'Alberto Casella, mis en scène par l'auteur, diffusé en 18 novembre 1939.

## Dramatique radio de laRai
- Piccoli borghesi. de Massimo Gorky, mis en scène par Enzo Ferrieri, diffusé en 12 juin 1947
- La brava gente, comédie de Irwin Shaw, mis en scène par Enzo Ferrieri, diffusé en 12 janvier 1948
- Non aspettarm, comédie de Stefano Terra, mis en scène par Enzo Ferrieri, diffusé en 16 février 1948.
- Via dell'Angelo, comédie de Patrick Hamilton, mis en scène par Enzo Convalli, diffusé en 28 juillet 1949.
- L'ippogrifo, comédie en quatre actes de Gherardo Gherardi, mis en scène par Eugenio Salussolia, diffusé en 3 novembre 1951.
- Annibale alle porte, de Robert Sherwood, regia di Enzo Convalli, diffusé en 9 janvier 1957
- Capitan Veleno, radiocomédie d'Edmondo Cotignoli, mis en scène par Alessandro Brissoni, diffusé le 15 avril 1959.
- La Loira, drame de André Obey, mis en scène par Alessandro Brissoni, diffusé en 1960.
- Amor di violino, radiocomédie de Ermanno Carsana, mis en scène par Alessandro Brissoni, diffusé en 1960.

## Dramatique télé de la Rai
- Roméo et Juliette, de William Shakespeare, mis en scène par Franco Enriquez, diffusé en 29 janvier 1954.
- Delitto e castigo, de Fëdor Dostoevskij, mis en scène par Franco Enriquez, diffusé en 1954.
- Il medico e la pazza, mis en scène par Alberto Gagliardelli, diffusé en 21 octobre 1955.
- L'ottavo servizio da te, mis en scène par Albero Gagliardelli, diffusé en 1955.
- La tredicesima sedia, de Bayard Veiller, mis en scène par Alberto Gagliardelli, diffusé en 1955.
- Ricordo la mamma, mis en scène par Anton Giulio Majano, diffusé en 1er novembre 1957.
- Inventiamo l'amore, mis en scène par Giancarlo Galassi Beria, diffusé en 1957.
- Si parte per Stoccolma, mis en scène par Giancarlo Galassi Beria, diffusé en 1957.
- Lo schiavo impazzito, mis en scène par Mario Lanfranchi, diffusé en 1960.
- Attenzione a domani, mis en scène par Claudio Fino, diffusé en 1960.
- Il tricheco, mis en scène par Alberto Gagliardelli, diffusé en 26 janvier 1960.
- Mariana Pineda, mis en scène par Alessandro Brissoni, diffusé en 1960.
- La nuora, d'Aleksander Hagihristok, mis en scène par Giacomo Colli, diffusé en 1962.
- Uno che va e l'ater che ven, mis en scène par Raffaele Meloni, diffusé en 1963.

## Filmographie
- 1916 : Amanda, de Giuseppe Sterni (it)
- 1918 : La moglie di Claudio, de Gero Zambuto
- 1934 : Frontiere, de Cesare Meano (it)
- 1952 : Miracolo a Viggiù, de Luigi Giachino (it)
- 1956 : La voce che uccide, d'Aldo Colombo